# Anaplectes
Genre
Anaplectes est un genre de passereaux de la famille des Ploceidae.

## Liste des espèces
Selon la classification de référence du Congrès ornithologique international (14.2, 2024) il comporte deux espèces :
- Anaplectes rubriceps (Sundevall, 1850) — Anaplecte écarlate
- Anaplectes jubaensis Van Someren, 1920 — Anaplecte du Juba

## Systématique
Le nom valide complet (avec auteur) de ce taxon est Anaplectes Reichenbach, 1863.